# Freebie marketing
Le Freebie marketing, également connu sous le nom de business model « lame et rasoir », est un modèle d'entreprise dans lequel un élément est vendu à un prix bas (ou donné gratuitement) afin d'augmenter les ventes d'un produit complémentaire, telles des fournitures. Par exemple, les imprimantes à jet d'encre nécessitent des cartouches d'encre, les téléphones mobiles exigent un accord de service, et les consoles de jeux nécessitent des accessoires et des logiciels. Ce modèle est différent des marketing qui reposent sur le produit d'appel ou l'échantillon de produit, qui ne dépendent pas de la complémentarité des produits ou des services.
L'idée et son exemple le plus proverbial « Give 'em the razor; sell 'em the blades » (donnez leur le rasoir, vendez leur les lames) sont souvent attribués à King Camp Gillette, l'inventeur du rasoir de sécurité à lames jetables et fondateur de Gillette Safety Razor Company. Pourtant, il s'avère que Gillette n'est pas à l'origine de ce modèle économique.

## Développement
L'histoire courante sur Gillette est qu'il se soit rendu compte qu'une lame de rasoir jetable serait non seulement pratique, mais aussi génératrice d'un flux de revenus continu. Pour favoriser ce flux, il décide de vendre des rasoirs à un prix artificiellement bas pour créer le marché des lames,.
Toutefois les rasoirs Gillette sont chers lors de leur arrivée sur le marché, le prix ne baissera qu'après l'expiration de ses brevets. Ce sont finalement ses concurrents qui inventent le modèle « lame et rasoir ».